# Jadwiga Horodyska

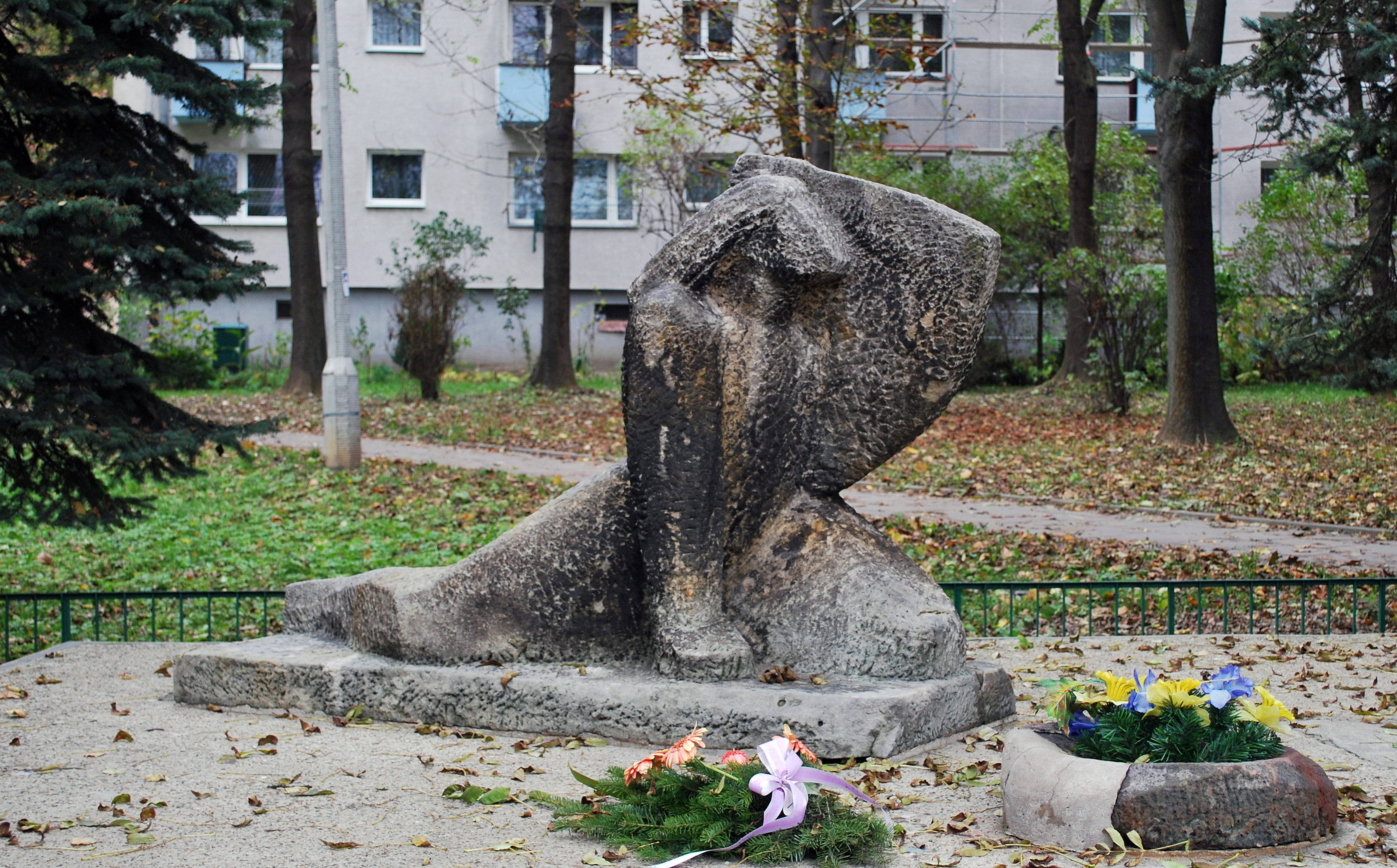
Pomnik rozstrzelanych 29 stycznia 1944 w Grębałowie

Jadwiga Maria Horodyska (Sulikowska-Horodyska), ur. 14 sierpnia 1905 w Trybuchowcach lub we Lwowie, zm. 10 października 1973 w Krakowie – polska rzeźbiarka, czynna we Lwowie i w Krakowie.

## Życiorys
Urodziła się w majątku ojca w Trybuchowcach obok Buczacza (według innych danych we Lwowie) w rodzinie malarza Franciszka Horodyskiego (dziedzica Trybuchowiec w rejonie buczackim) oraz Marty z Jodko-Narkiewiczów, która urodziła się we wsi Bębnówka Wielka. Uczęszczała do szkoły Sacré-Cœur.
Studiowała w latach 1927–1929 w Lwowskiej Szkole Przemysłu Artystycznego, w latach 1929–1932 w rzymskiej Akademii Sztuk Pięknych. Po powrocie do Lwowa zajęła się rzeźbą sakralną, współpracowała też z wytwórnią wyrobów alabastrowych w Żurawnie. W swojej twórczości pozostawała pod wpływem sztuki Art déco, dzieł Auguste Rodina, Antoine Bourdelle’a oraz lwowskiej rzeźbiarki Janiny Reichert-Toth.
We wrześniu 1939 r. jej jedyny brat, Kornel, został aresztowany przez NKWD, a następnie zamordowany. W roku 1940 przedostała się nielegalnie ze Lwowa do Krakowa. Po II wojnie światowej została powołana na profesora Politechniki Krakowskiej i została kierownikiem pracowni rzeźby.

## Dzieła
- Wczesne prace wykonane w Rzymie w roku 1932: płaskorzeźba „Rozstanie”, głowa młodej dziewczyny „Fatum”, praca dyplomowa „Ewa”.
- Alabastrowe figury świętych Piotra i Pawła na ołtarzy kościoła garnizonowego w Równem (1933)
- Figury czterech ewangelistów w krakowskim kościele Karmelitów Bosych przy ulice Rakowickiej (1933)
- Figura Matki Boskiej Królowej Polski z dwoma aniołami w kościele we wsi Zabierzów (województwo małopolskie) (1933)
- Płaskorzeźba w brązie „Zwiastowanie Pańskie” wykonana w Rzymie, zakupiona przez Ministerstwo Spraw Zagranicznych dla kościoła polskiego w Paryżu (1934)
- Popiersie przemysłowca Stanisława Kremera z barwionego gipsu (1935)
- Grupa aniołów podtrzymujących koronę nad tabernakulum w kościele w Ciężkowicach (1935)
- Rzeźby w kaplicy w Rabce-Zdroju (1935)
- Figura Matki Boskiej w kościele w Komarnie (1936)
- Figura Chrystusa na wieży kościoła w Radomiu (1936)
- Wielopostaciowa płaskorzeźba w kościele na Helu (1936)
- Płaskorzeźby tabernakulum rzeźby w ołtarzach bocznych Katedry Ormiańskiej we Lwowie (1936–1937)
- Ołtarz główny z marmuru i alabastru w kościele Matki Boskiej Gromnicznej we Lwowie (1937), zniszczony (1979)
- Alabastrowe figury świętych Cyryla i Metodego w kościele w Piekarach Śląskich (1938)
- Kompozycja warsztatowa „Herodiada” z czarnego alabastru (1939) przedstawiona na Wystawie Światowej w Nowym Jorku, obecnie w muzeum sztuki polskiej w Chicago.
- Pomnik rozstrzelanych 29 stycznia 1944 w Grębałowie, przy współpracy M. Grodzickiego i Z. Trzebiatowskiego (1963).